# Hrvati u Boliviji
Hrvati u Boliviji (španjolski.Inmigración croata en Bolivia) su osobe u Boliviji s punim, djelomičnim, ili većinskim hrvatskim podrijetlom, ili u Hrvatskoj rođene osobe s prebivalištem u Boliviji.
Procjenjuje se da u Boliviji živi 5000 Hrvata (prema MVEP RH) i do 8000 osoba hrvatskog podrijetla (računajući treći i četvrti naraštaj iseljenika).

## Povijest

### Za Austro-Ugarske
Hrvatski iseljenici su nazočni u Boliviji od konca 19. stoljeća. Doseljenici su većinom ekonomski i politički migranti s hrvatskog juga, ponajviše s otoka Brača. Prema predaji, prvi je bio iz Sutivana. Došao je u Boliviju preko Čilea. Nakon bračkih, došli su iseljenici s Hvara i u nešto manjem broju iz riječkog primorja.
Hrvatski iseljenici iz tog vremena su bili navedeni kao "Austrijanci", jer je Hrvatska bila dio Habsburške Monarhije.
Većina ljudi koji su onda napustili svoje domove svojedobno zbog loše ekonomske situacije. Najupečatljiviji primjer bila je takozvana "Vinska klauzula" trgovinskog sporazuma iz 1891. između Austo-Ugarske i Italije, koji je bio posebno nepovoljan za hrvatsko vinogradarstvo. Vinskom klauzulom dozvoljen uvoz jeftinih talijanskih vina uz vrlo povoljne uvjete, a njome je Austro-Ugarska namjeravala kupiti talijansko prijateljstvo odnosno vojno savezništvo. Hrvatska vinska poljoprivreda je teško pogođena ovom odlukom bečke vlasti. Sporazum je trajalo dugi niz godina.
Do 1914. u Boliviji je prema procjenama živilo oko 1500 Hrvata. Živjeli su u Cochabambi, La Pazu, Oruru, Santa Cruzu de la Sierri, Sucreu i u inim mjestima (Uyuni, Potosi).

### Tijekom i nakon Prvog svjetskog rata
Veliki iseljenički val stigao je između 1915. i 1931. godine. Kao i drugdje u Južnoj Americi, brzo su se srodili s novom sredinom, prihvativši ju dobro. Brojni su sklopili brakove s domaćim stanovništvom.

### Nakon Drugog svjetskog rata
Nakon Drugog svjetskog rata stotine tisuća Hrvata je napustilo svoju domovinu zbog straha od odmazde i ukidanja demokracije od strane jugoslavenskih vlasti, a dio zbog neslaganja s komunizmom. Dio ih je tih izbjeglica završio u Boliviji. 
Dio ih je došao iz drugih razloga, kao primjerice dominikanci hrvatske provincije koji su došli za ispomoć u pastoralu.

### Za Moralesova predsjednikovanja
2000-ih je godina zbog oporbenog stava iseljenika hrvatsko-crnogorskog podrijetla industrijalca Branka Marinkovića Jovičevića iz Santa Cruza de la Sierra prema bolivijskom predsjedniku Evu Moralesu zajednica bolivijskih Hrvata došla u situaciju da je politički etiketirana, pa se čak vodi žestoka medijska kampanja, koja je rezultirala da je i spomen riječi Hrvat vrlo opasna stvar. Taj industrijalac pri vrhu oporbe i pokreta za autonomiju četiriju bogatih istočnih pokrajina. Medijski progon Hrvata je išao dotle da se Hrvate optužuje za ustaštvo, da žele uz pomoć SAD "po hrvatskom receptu" razbiti Boliviju "kao što su Jugoslaviju". Za bogatstvo obitelji oporbenjaka Marinkovića Jovičevića tvrde "da potječe od imovine koju su ustaše u vrijeme rata otele Židovima i Srbima", po receptu etiketiranja hrvatskog naroda ustaštvom, iako je Marinkovićeva obitelj partizanska odnosno sudjelovala na strani antifašističke koalicije. 
Marinkoviću je zemlja uskoro konfiscirana, a sami Marinković bio je prisiljen otići u izgnanstvo.
Preko Moralesovih medija Hrvate neopravdano oslikavaju kao razlog za sve loše stvari koje su se dogodile u toj zemlji. Primjeri ocrnjivanja idu do prozivanja obitelji.
U tom je pravcu akcija bolivijske policije 2009. koja je u gradu sjedištu oporbenog autonomističkog pokreta razbila navodnu terorističku skupinu koju se osumnjičilo da namjerava ubiti bolivijskog predsjednika Moralesa. Policijska izvješća su govorila o "terorističkoj organizaciji sastavljenoj od stranih plaćenika", pri čemu su naveli "važnu ulogu Hrvata u toj organizaciji", a sve su medijske konstrukcije aludirale da je upravo Marinković Jovičević organizirao skupinu navodnih terorista. Među njima je bilo osoba koje su odlikovane u Hrvatskoj (Eduardo Rozsa Flores Chico) ili su (bolivijski) Hrvati (Marko F. Tadić).
Hrvatska je diplomacija malo napravila po pitanju odnosa Moralesovog režima prema Hrvatima, od kojih su neki hrvatski državljani, a godinama leže u bolivijskom zatvoru gdje čekaju politički proces. Otvoreni simpatizeri Moralesove politike, bio je Stjepan Mesić dok je bio predsjednikom RH te Budimir Lončar, Mesićev vanjskopolitički savjetnik, barem prema odnosima prema krupnom kapitalu. Nije poznat jasan stav hrvatske diplomacije za vrijeme ministara vanjskih poslova Gordana Jandrokovića i Vesne Pusić.
Kampanja protiv Hrvata koju je organizirao komunistički režim Eva Moralesa traje i dalje (stanje u prosincu 2012.), a osnovni joj je cilj pokazati ostalima što se događa s ljudima koji se protive njegovoj komunističkoj vlasti. Svakodnevna je vijest iz Bolivije kako se je bolivijska državna televizija okomila na sve Hrvate u Boliviji, a to čini televizijskim prilozima "o borbi za iskorjenjivanjem ustaša i fašizma". Nije poznata reakcija hrvatske diplomacije na ovakve objede.

## Gospodarstvo
Prvi su hrvatski iseljenici radili teške tjelesne poslove u izgradnji prometne, poljodjelske i šumarske podgradnje te rudarstvu. Tako su stekli početne glavnice. Poslije su radili kao samostalni poduzetnici u građevinarstvu, trgovini i ugostiteljstvu. Dio ih je postao gospodarski vrlo jak.

## Kultura, prosvjeta i mediji
Nastava na hrvatskom jeziku postoji samo u privatnoj inicijativi (bolivijsko-hrvatska škola obitelji Franulić).
U Cochabambi se nalazi Hrvatski dom. U La Pazu djeluje »Hrvatska zajednica La Paz«.

## Vanjske poveznice
- Diaspora Croata
- Hrvatska matica iseljenika  Arhivirana inačica izvorne stranice od 16. veljače 2008. (Wayback Machine) Predstavljanje knjige: MOSTOVI - Hrvatska poezija: Deset suvremenih pjesnika - Mostovi poezije Hrvatske i Bolivije